# Kurt Klotzbach
Kurt Klotzbach (* 28. Mai 1940 in Duisburg; † 25. August 1989 in Siegen) war ein deutscher Historiker.

## Leben
Obwohl stark musisch veranlagt, studierte er in Bonn Politikwissenschaften, Mittlere und Neuere Geschichte, Verfassungs-, Sozial- und Wirtschaftsgeschichte und Philosophie. Während des Studiums trat er der SPD bei und war 1965 Vorsitzender des Landesverbandes des Sozialdemokratischen Hochschulbundes in Nordrhein-Westfalen. Bereits mit fünfundzwanzig Jahren schloss er das Studium mit einer Promotion bei Karl-Dietrich Bracher mit der Arbeit „Das Elitenproblem im politischen Liberalismus. Ein Beitrag zum Staats- und Gesellschaftsbild des 19. Jahrhunderts.“ ab. Seit 1966 arbeitete er im Forschungsinstitut der Friedrich-Ebert-Stiftung. Seit 1968 war er Leiter der Abteilung für Sozial- und Zeitgeschichte. Kurze Zeit war er in der Aufbauphase auch Leiter des Archivs der sozialen Demokratie der Stiftung.
Er hatte erheblichen Einfluss auf die schwerpunktmäßige Erforschung der sozialen Emanzipationsbewegungen in Deutschland und Mitteleuropa durch die Stiftung. Neben der Tätigkeit für die Friedrich-Ebert-Stiftung wurde er 1974 Leiter des Instituts für Sozialgeschichte. Dieses siedelte nach dem Tod des bisherigen Leiters von Braunschweig nach Bonn um. In den letzten Jahren spielte er auch eine wichtige Rolle im Vorstand der Stiftung Reichspräsident-Friedrich-Ebert-Gedenkstätte in Heidelberg.

## Werk
Klotzbach veröffentlichte Beiträge sowohl zur Arbeiter- und Widerstandsgeschichte, aber auch zur Elitenforschung. Dabei verband er politologische Theorien mit der Geschichte. Seine Arbeit „Gegen den Nationalsozialismus. Widerstand und Verfolgung in Dortmund 1930–1945“ gilt als eine Pionierarbeit zur lokalen Arbeiter- und Widerstandsforschung. Er gab zusammen mit anderen 1973 die „Programmatischen Dokumente der deutschen Sozialdemokratie“ mit heraus. Zum Jubiläum der SPD gab er 1989 eine Sammlung von Vorträgen heraus. Von erheblicher Bedeutung für Lehre und Forschung ist die 1976 erstmals erschienene und mehrfach erweiterte „Bibliographie zur Geschichte der deutschen Arbeiterbewegung“. Als sein Hauptwerk gilt „Der Weg zur Staatspartei. Programmatik, praktische Politik und Organisation der deutschen SPD 1945 bis 1965.“ Darin zeichnet er den Weg von der traditionellen Arbeiterpartei zur Volkspartei nach. Zum Schluss beschäftigte er sich insbesondere mit dem Wandel der politischen Kultur. Neben Monographien veröffentlichte er zahlreiche Aufsätze.
Als Herausgeber gab er insbesondere zwei Schriftenreihen heraus. Dies waren einmal die „Veröffentlichungen des Instituts für Sozialgeschichte Braunschweig-Bonn“ und insbesondere die „Reihe: Politik- und Gesellschaftsgeschichte“ der Friedrich-Ebert-Stiftung. Erheblichen Einfluss übte er auch auf die inhaltliche Schwerpunktsetzung und thematische Erweiterung der Zeitschrift Archiv für Sozialgeschichte aus.

## Schriften (Auswahl)
- Das Eliteproblem im politischen Liberalismus. Ein Beitrag zum Staats- und Gesellschaftsbild des 19. Jahrhunderts. Westdeutscher Verlag, Köln 1966 (Staat und Politik 9) (Bonn, Univ., Diss., 1965)
- Gegen den Nationalsozialismus.Widerstand und Verfolgung in Dortmund 1930 - 1945. Eine historisch-politische Studie. Verlag für Literatur und Zeitgeschehen, Hannover 1969 (Schriftenreihe des Forschungsinstituts der Friedrich-Ebert-Stiftung  B. Historisch-politische Schriften)
- Programmatische Dokumente der deutschen Sozialdemokratie. Hrsg. u. eingel. J. H. W. Dietz Nachf., Berlin 1973 (Internationale Bibliothek 68)
- Drei Schriften aus dem Exil. Hrsg. u. eingel. J. H. W. Dietz Nachf., Berlin / Bonn – Bad Godesberg 1974 (Internationale Bibliothek 76) ISBN 3-8012-1076-6
- Bibliographie zur Geschichte der deutschen Arbeiterbewegung 1914 - 1945. Sozialdemokratie, freie Gewerkschaften, christlich-soziale Bewegungen, kommunistische Bewegung und linke Splittergruppen mit einer forschungsgeschichtlichen Einleitung. Verlag Neue Gesellschaft, Bonn-Bad Godesberg 1974 (Archiv für Sozialgeschichte. Beiheft 2) (2. verb. Aufl. 1976)
- Dieter Dowe, Kurt Klotzbach, Hans Pelger: Georg Eckert (14. 8. 1912 – 7. 1. 1974) zum Gedenken. In:  Archiv für Sozialgeschichte hrsg. von der Friedrich-Ebert-Stiftung.  J. H. W. Dietz Nachf., Bonn 1974
- Der Adler der Comanchen : Quanah Parker. 1. Aufl. – Göttingen: Fischer, 1976 ISBN 3-439-00928-9
- Der Weg zur Staatspartei Programmatik, praktische Politik und Organisation der deutschen Sozialdemokratie 1945 bis 1965. Berlin, 1982
- Ernst Kapp, der Gründer der „Lateinischen Kolonie“ Sisterdale. In: Mitteilungen des Mindener Geschichtsvereins. 54 (1982). S. 21–51
- Von Minden nach Texas. Tagebuchaufzeichnungen über ein Auswandererschicksal 1845/46. In: An Weser und Wiehen. Beiträge zur Geschichte und Kultur einer Landschaft. Festschrift für Wilhelm Brepohl. Hrsg. im Auftr. d. Mindener Geschichtsvereins von Hans Nordsiek. Minden, 1983, S. 293–301
- „Ein Neubau wird hiermit notwendig eintreten müssen“. Wie es zum Bau unserer heutigen Kirche kam. In: 150 Jahre Bartholomäuskirche. Lütgendortmund 1984, S. 7–17
- Programmatische Dokumente der deutschen Sozialdemokratie. Hrsg. und eingeleitet von Dieter Dowe und Kurt Klotzbach. Mit einem Vorwort von Johannes Rau. 2. überarb. u. ak. Aufl., J. H. W. Dietz Nachf., Berlin / Bonn – Bad Godesberg 1984
- Blickpunkte. Lütgendortmund gestern und heute. Lütgenarchiv, Dortmund 1985
- Kämpfe – Krisen – Kompromisse. Kritische Beiträge zum 125jährigen Jubiläum der SPD. Hrsg. von Dieter Dowe u. Kurt Klotzbach. J. H. W. Dietz Nachf., Berlin / Bonn – Bad Godesberg 1989 ISBN 3-8012-5007-5
- Die Solms-Papiere. Dokumente zur deutschen Kolonisation von Texas.  Verlag für Amerikanistik, Wyk auf Föhr 1990 (Schriften zur deutschen Amerika-Auswanderung)
- Carlo Schmid 1896–1979. In: Die großen Deutschen unserer Epoche. Propyläen-Verlag, Berlin 1995 ISBN 3-549-05447-5, S. 401–413